# Bombardement de Yarmouth et de Lowestoft
Première Guerre mondiale
Batailles
- Blocus allié de l'Allemagne
- Odensholm (08-1914)
- 1re Heligoland (08-1914)
- Action du 22 septembre 1914
- Falklands (12-1914)
- Dogger Bank (01-1915)
- Gotland (07-1915)
- Golfe de Riga (08-1915)
- Yarmouth et Lowestoft (04-1916)
- Jutland (05-1916)
- Funchal (12-1916)
- Combat entre le Leopard et le HMS Achilles
- Pas-de-Calais (04-1917)
- Combat entre le HMAS Sydney et le LZ92
- Détroit de Muhu (10-1917)
- 2e Heligoland (11-1917)
- Croisière de glace (02/03-1918)
- Zeebruges (04-1918)
- 1er Ostende (04-1918)
- 2e Ostende (05-1918)
- Sabordage allemand à Scapa Flow (06-1919)

Bataille de la mer Noire
- 12 octobre 1914
- Odessa (10-1914)
- Novorossiisk
- Feodosia
- Cap Sarytch
- île Kirpen (1re)
- île Kirpen (2e)

Front d'Europe de l'Ouest
Front italien
Front d'Europe de l'Est
Front des Balkans
Front africain
Front du Moyen-Orient
Le bombardement de Yarmouth et de Lowestoft est une bataille qui a lieu en mer du Nord durant la Première Guerre mondiale. La marine allemande décide d’envoyer une flotte bombarder les villes britanniques de Yarmouth et de Lowestoft. La Royal Navy interviendra après le bombardement, mais cela ne donne lieu qu'à une confrontation de courte durée.

## Contexte
La volonté de l'amiral Reinhard Scheer est de programmer une attaque de la côte sud-est de l'Angleterre, déjà frappée en 1914, coïncidant avec l'insurrection irlandaise de Pâques, fournie en armes par l'Empire allemand. Sous les ordres de l'amiral Friedrich Bödicker (en), un groupe de cinq croiseurs de bataille (composé des SMS Derfflinger, Lützow, Moltke, Seydlitz et Von der Tann), escorté de six croiseurs légers et deux flottilles de destroyers doit bombarder Yarmouth et Lowestoft, puis fuir avant l'arrivée de la Grand Fleet basée à Scapa Flow. Si jamais celle-ci intervient, la flotte de Sheer croise non loin, et celui-ci espère ainsi écraser la flotte britannique, moins nombreuse.

## Déroulement
Le 24 avril 1916, Bödicker fait route vers l'Angleterre. Alors qu'il navigue au large de Norderney, son navire amiral, le Seydlitz heurte une mine. Les dégâts provoqués sont tels qu'il fait route vers la baie de Jade, Bödicker transférant son pavillon sur le Lützow. Pendant ce temps, Reginald Tyrwhitt, à la tête de trois croiseurs légers et dix-huit destroyers essaie d'intercepter la flotte allemande, supérieure en nombre. Il l'aperçoit vers 4 h 0 du matin, aux premières lueurs de l'aube. Conscient de sa faiblesse, il s'enfuit vers le sud, espérant ainsi éloigner la force allemande de son but initial. Bödicker ne tombe pas dans le piège, et quelques minutes plus tard, les quatre croiseurs ouvrent le feu sur Lowestoft à une distance de 14 000 yards (13 km). En neuf minutes, ils détruisent deux batteries côtières de 6 pouces et 200 maisons, tuant trois civils et en blessant vingt. La flotte change alors de cible pour Yarmouth, mais la visibilité est si mauvaise que seul le Derfflinger continue son bombardement.
Tyrwhitt, voyant alors que la flotte allemande ne le suit pas, revient en arrière et engage le combat avec les six croiseurs légers allemands. Ceux-ci avertissent alors Bödicker, et les quatre croiseurs de bataille surgissent de la brume, tirant sur la flotte anglaise à une distance de 13 000 yards (12 km). Tyrwhitt recommence sa manœuvre de fuite, mais cette fois son navire amiral, le Conquest, est touché par un obus de 12 pouces, tuant ou blessant quarante hommes. Bödicker a là une opportunité d'écraser une partie de la flotte anglaise mais, satisfait d'avoir rempli sa mission en bombardant l'Angleterre, il rebrousse chemin, rejoignant Scheer 50 milles plus loin. Celui-ci, suspectant la Grand Fleet de venir à sa rencontre, met alors le cap sur l'Allemagne.
Cependant l'amiral John Jellicoe, aux commandes de la Grand Fleet, ayant poussé vers le sud, il rencontre une mer démontée et est obligé de laisser ses destroyers derrière lui. Lorsque Scheer amorce son demi-tour, il est à plus de 300 milles de celui-ci, et à 200 milles du vice-amiral David Beatty et de sa 1re escadre de croiseurs de bataille. Ceux-ci n'ont alors aucune chance d'intercepter la flotte allemande.

## Conséquences
Côté allemand, Scheer est déçu du déroulement de cette opération. En effet, sa flotte, bien préparée et lourdement armée, n'a pas réussi à prendre l'avantage sur une flotte anglaise plus faible et désorganisée. De plus, le Seydlitz doit passer un mois en cale sèche, conséquence de sa rencontre avec la mine.
Côté anglais, Arthur Balfour déplace la 3e escadre (en) (sept classe King Edward VII) de Rosyth vers l'estuaire de la Tamise afin de rassurer les maires de Yarmouth et de Lowestoft. Le HMS Dreadnought les rejoint, ce qui fait qu'il manque la bataille du Jutland un mois plus tard.